# Hesat

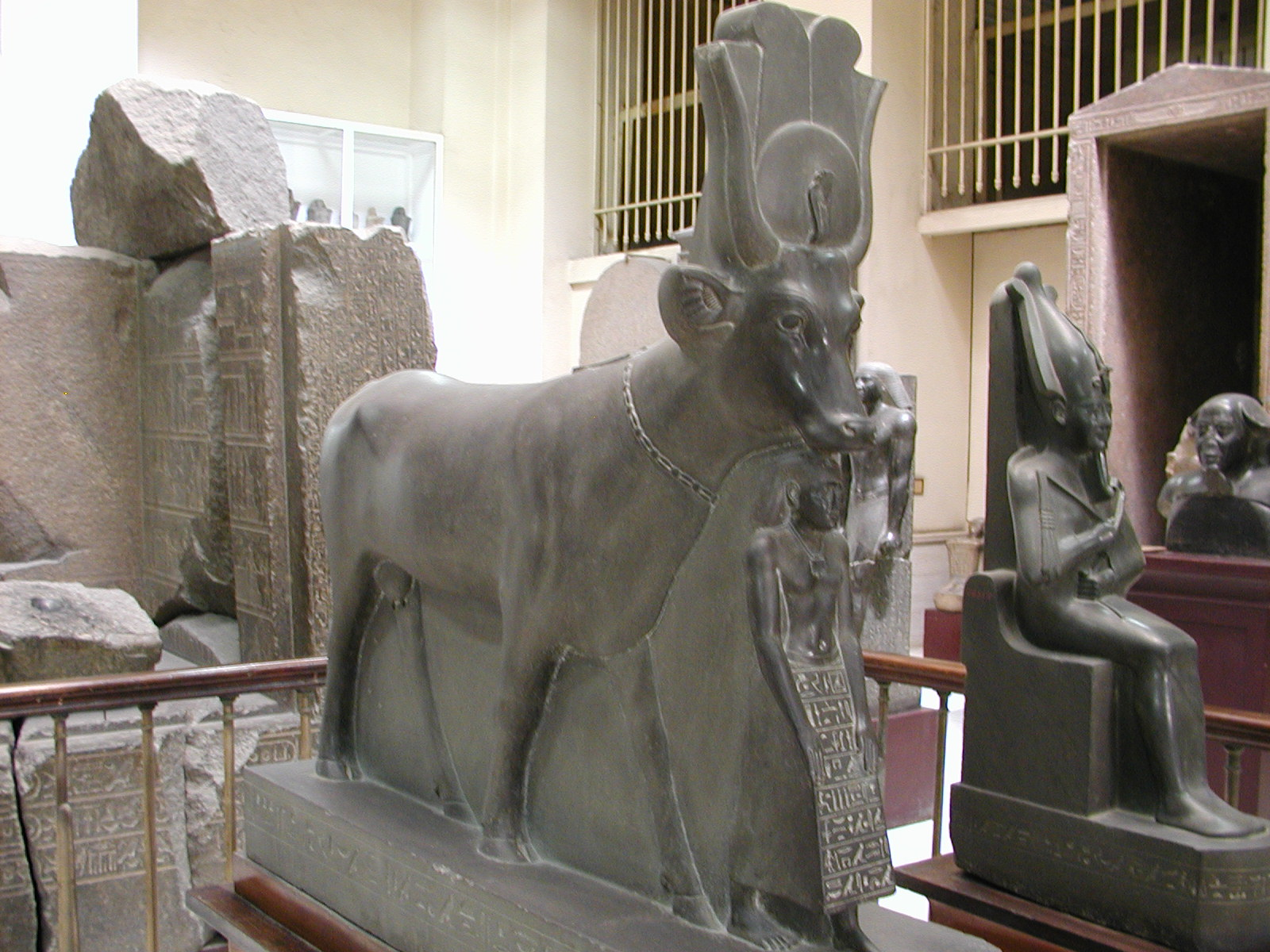
Hesat (Egyptisch Museum, Caïro)

Hesat (Oudegyptisch voor melk of de wilde, ook Hesahet, of Hesaret) was in de Egyptische mythologie een koeiengodin met meerdere associaties. Deze godin werd in predynastieke tijd vereerd als de hemelkoe. In de Piramideteksten komt zij voor als de moeder van Anubis.
Ze werd beschouwd als de zoogster van alle goden, zij die alle voedsel voortbrengt, en werd afgeschilderd als een witte koe met een korf voedsel op de hoorns, terwijl melk uit haar uier vloeide.
In deze aardse vorm was zij dubbelzinnig genoeg de moeder van Anubis, de god van de dood, omdat zij als voedster het leven bracht, terwijl Anubis, als vertegenwoordiger van de dood, het weer opneemt. Omdat Ra's aardse manifestatie de Mnevisstier was, werden Anubis als zoon, de Mnevisstier als vader, en Hesat als moeder, als een godentrias vereerd.
Hesat werd tevens als de manifestatie van Hathor gezien, de hemelkoe in haar vroegste vorm, maar in een aardse incarnatie. Zoals Hathor werd zij dan ook de echtgenote van Ra genoemd.
Hesat wordt ook vernoemd als de moeder van de overleden farao, die als haar zoon wordt gekenmerkt in de vorm van een gouden kalf. Zij was bovendien de goddelijke voedster van de levende farao.
Deze godin zoogde eveneens een aantal goddelijke stieren en was bovenal de mythische moeder van de heilige Mnevisstier, en volgens sommige teksten van de Apisstier.
In Heliopolis werden de moederkoeien van de Mnevisstier na hun dood op een speciaal aan Hesat gewijde begraafplaats bijgezet.
Ook de mensen kregen melk van Hesat, zij werd daarom ook Tenemit genoemd, de godin van het bier. Zij bezat het vermogen de dorst te lessen door middel van het 'Hesatbier'.
In de Ptolemaeïsche tijd werd Hesat met Isis gelijkgesteld. Zij werd vereerd in de vorm van de heilige Isis-Hesat koe.